# Пітореск
Піторе́ск (англ. picturesque —  мальовничий; лат. pictor — маляр (художник), лат. pictum — малювати;  італ. pittore — маляр, італ. pittoresco — мальовничий) — стиль у мистецтві, який передував ампіру, та течія у філософії (естетиці).

## Пітореск у мистецтві

### Архітектура
В Україні збереглися зразки споруд у стилі пітореск у Львові. Це будинки архітекторів Броніслава Бауера (1892) на вулиці Гушалевича, 5 та Людвіка Бальдвін-Рамулта на вулиці Вербицького, 4.

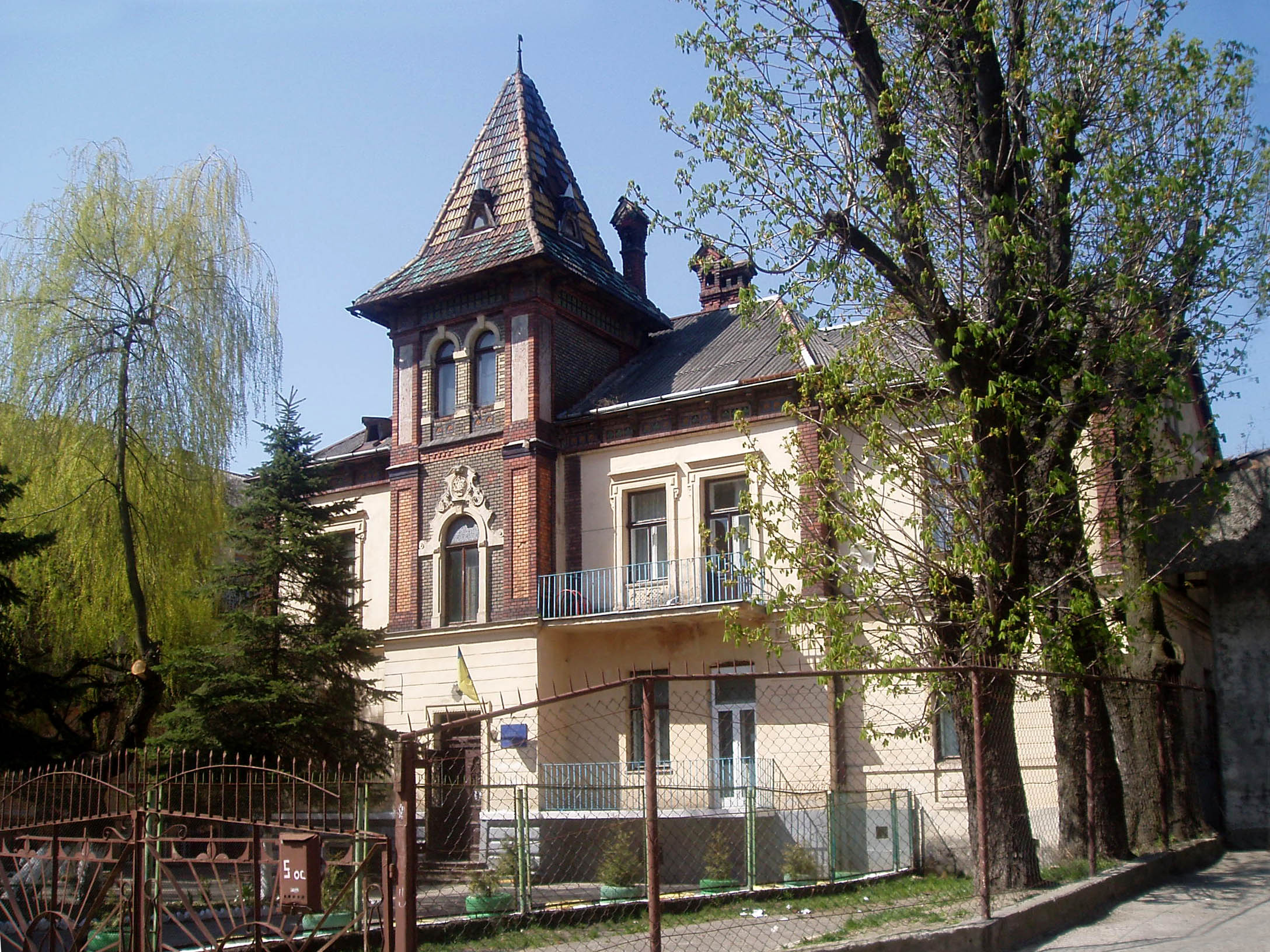
Власна вілла архітектора Б. Бауера у стилі «пітореск» на вулиці Гушалевича, 5 (1892)